# Ярмолюк Надія Миколаївна
Надія Миколаївна Ярмолюк (Данилюк) (*12 квітня 1950, с. Мнишин, Гощанського району на Рівненщині) — українська поетеса.
Закінчила Рівненський педінститут за спеціальністю «Українська філологія», відвідувала літературну студію, заняття в якій вів поет Микола Кузьменко. Вчителювала в Гощанському районі. З 1974 року — на журналістській роботі. Як заступник головного редактора районної газети «Надслучанський вісник» у місті Березному виявила й журналістське обдарування. Редактор цієї газети, письменник Борис Боровець надав значну підтримку таланту Надії Ярмолюк, своєї колеги з вузівської літстудії.
Член НСЖУ з 1987 року.

## Поетичні збірки
- В огні кленової сваволі (1993),
- Небес осінніх сивина (2002) та ін.